# Niweleta drogi
Zasugerowano, aby zintegrować ten artykuł z artykułem niweleta. Nie opisano powodu propozycji integracji.
Niweleta drogi – linia łącząca poszczególne punkty wysokości robót ziemnych oraz wysokości nawierzchni występująca w przekroju podłużnym drogi. Wyróżniamy dwa rodzaje niwelety drogi:
- niweleta wpisana w teren – niweleta, która zakłada położenie nawierzchni bezpośrednio na terenie, bez wykonywania jakichkolwiek robót ziemnych
- niweleta tnąca – niweleta, która zakłada wykonywanie robót ziemnych w postaci wyrównywania terenu, usuwania zbędnego materiału ziemnego i uzupełnianie materiału ziemnego w miejscach, gdzie brakuje go pod planowanym przebiegiem nawierzchni drogi

Niweleta drogowa zawiera:
- poziom porównawczy
- rzędne niwelety
- rzędne terenu
- rodzaj projektowanej nawierzchni
- przekroje podłużne przez rowy drogowe
- wielkości pochyleń podłużnych niwelety oraz elementy konstrukcyjne łuków pionowych
- kierunki trasy drogi
- kilometry i hektometry drogi
- wyniki badań gruntu na trasie, zależnie od zmian gruntów podłoża (badania te wykonuje się w odległościach od 100 do 300 m od siebie)
- granice uprawy rolnej
- oznaczenie miejsc obiektów inżynieryjnych (mosty, wiadukty, przepusty)
- oznaczenie przejazdów kolejowo-drogowych, skrzyżowań z innymi drogami, zjazdy z drogi
- oznaczenia reperów i znaków wysokościowych

Na przekroju podłużnym drogi linię terenu zaznacza się jako linię cienką, a niweletę drogi zaznacza się linią grubą.